# 스틱소사우루스
스틱소사우루스(Styxosaurus)는 중생대 백악기 후기 지금의 북아메리카 지역에서 살았던 플레시오사우루스류의 수장룡이다. 속명의 뜻은 '스틱스의 도마뱀'으로, 그리스 로마 신화에 묘사되는 스틱스 강의 이름을 따온 것이다. 스틱소사우루스는 크게 스틱소사우루스. snowii, 스틱소사우루스. browni, 스틱소사우루스. rezaci의 세 가지 종으로 나뉜다.

## 발견의 역사

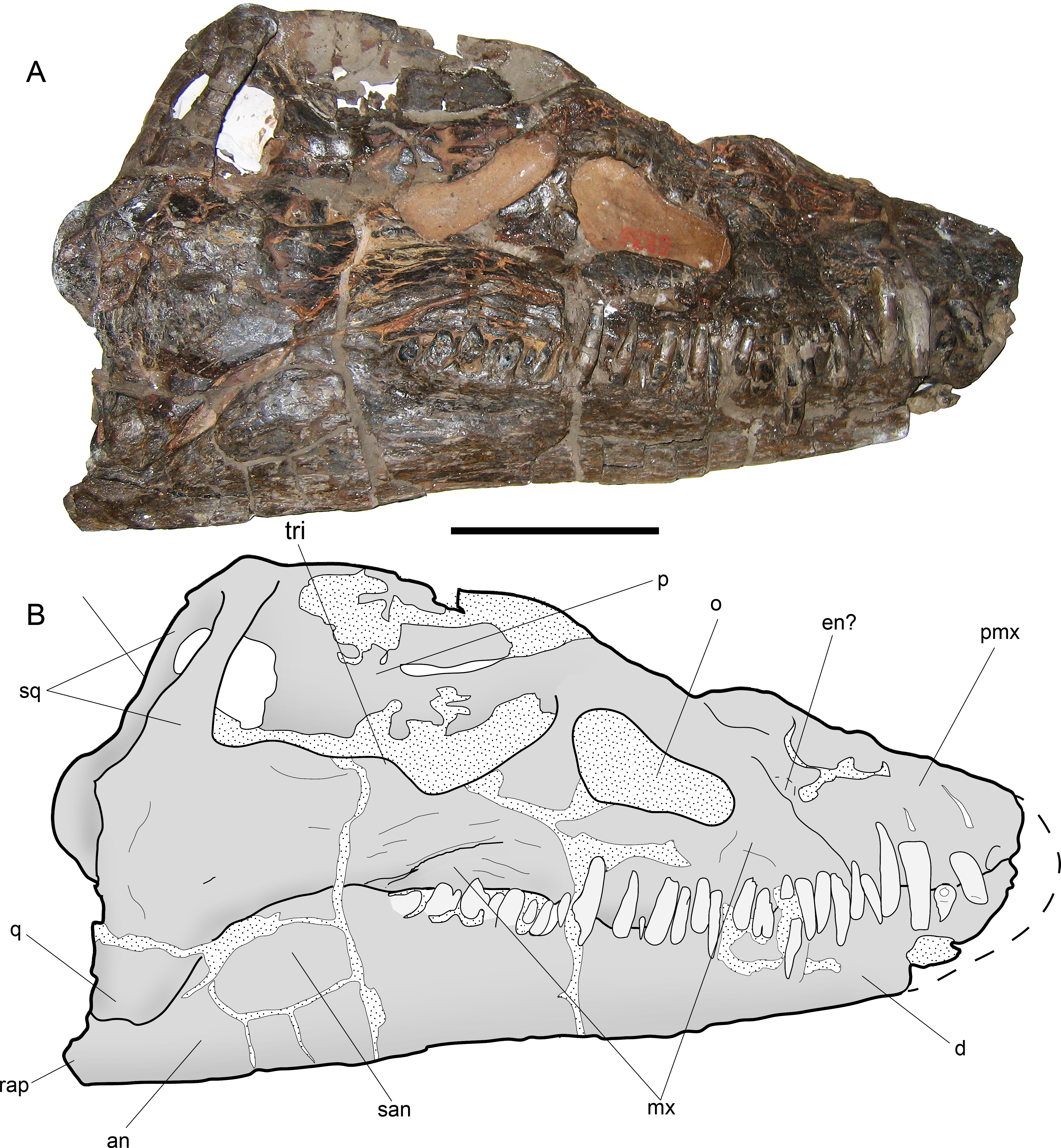
스틱소사우루스의 두개골

최초의 스틱소사우루스 화석은 1867년 미국 캔자스 주 로건 카운티(Logan County)에서 완전한 상태의 두개골과 약 20여 개의 경추로 이루어진 모식 표본의 상태로 발견되었다. 화석의 첫 분석이 진행된 1890년 당시에는 키몰리아사우루스(Cimoliasaurus)의 화석일 것으로 예상되어 분류되었으나, 이후 1906년에 엘라스모사우루스로 정정되고, 1943년에 새뮤얼 웰스(Samuel Welles)에 의해 스틱소사우루스라는 고유한 종으로 최종 분류되었다. 1952년 학계에 보고된 스틱소사우루스. browni 역시 히드랄모사우루스(Hydralmosaurus)의 일종으로 분류되었으나 2016년에 다시 스틱소사우루스. browni로 정정되었다.

## 특징

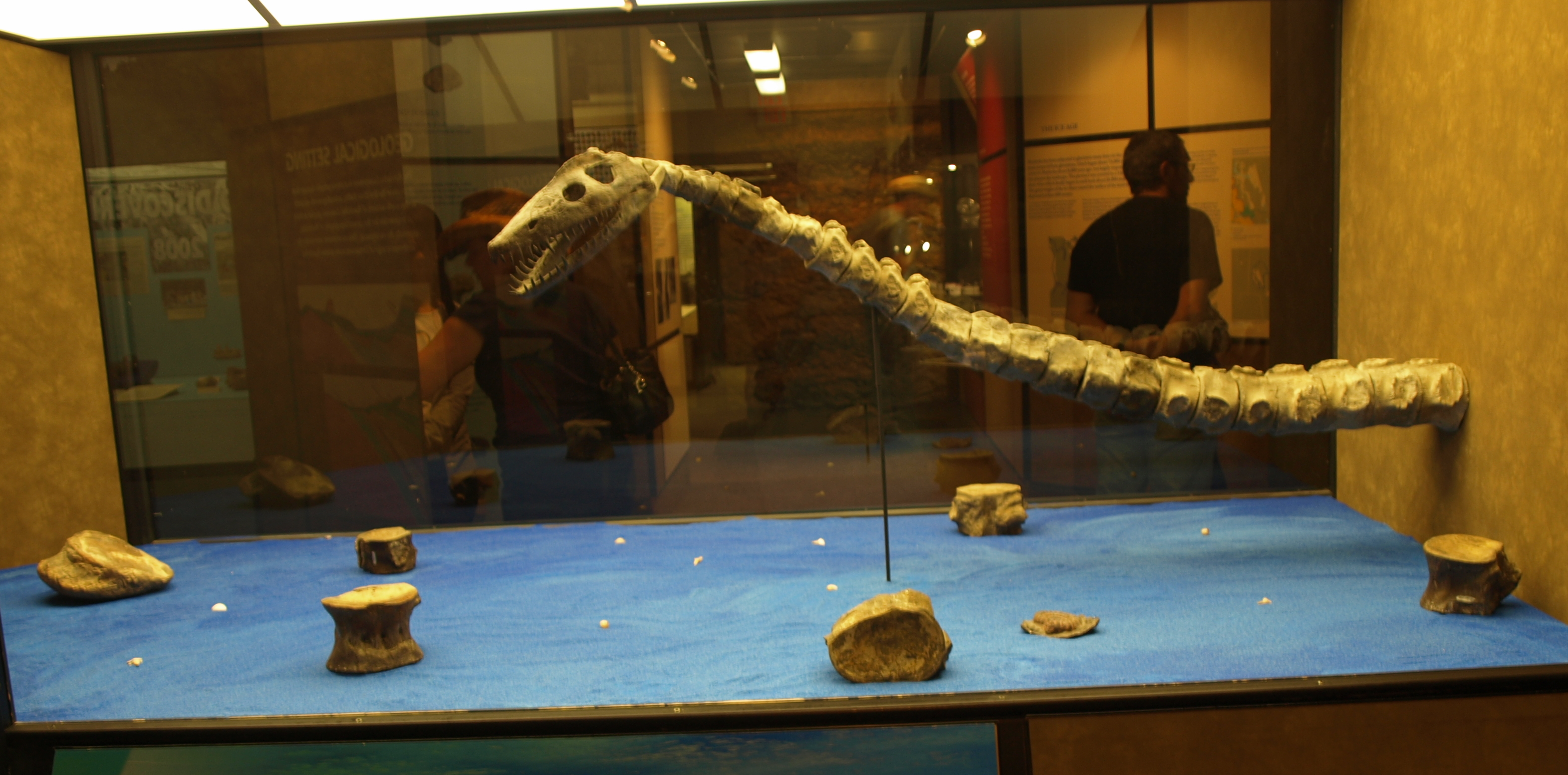
모르덴에 위치한 캐나다 화석 발견 센터에 전시된 스틱소사우루스의 두개골과 목뼈

스틱소사우루스의 목 길이는 5.25 미터 (17.2 ft)이며, 총 몸길이는 11m이고, 목은 대략 60여 개에서 최대 72개에 이르는 경추로 이루어져 있었다. 주로 물고기, 오징어를 먹었을 것으로 추정된다. 맞물린 이빨로 인해 미끄러운 먹이를 삼키기 전에 먹이가 도망가지 못하도록 붙잡을 수 있었다.
스틱소사우루스의 화석 중 위석과 섞인 분쇄된 물고기 뼈가 포함되어 있었는데, 분석 결과 흉강에 약 250개의 위석이 들어있었던 것으로 파악되었다. 이를 통해 오늘날 악어를 포함한 다른 동물들과는 달리, 위석을 음식물 분쇄기로 사용했을 가능성이 있다고 추정된다.